# Робін Джонстоун
Робін Джонстоун (англ. Robin Johnstone, 6 серпня 1901 — 20 лютого 1976) — британський академічний веслувальник.
Срібний призер Олімпійських Ігор 1920 року в складі вісімки.